# Germignac
Germignac är en kommun i departementet Charente-Maritime i regionen Nouvelle-Aquitaine i västra Frankrike. Kommunen ligger  i kantonen Archiac som ligger i arrondissementet Jonzac. År 2022 hade Germignac 647 invånare.

## Befolkningsutveckling
Antalet invånare i kommunen Germignac
Referens:INSEE